# To the Future Tracks ~Gathering for Unreleased Songs~
To the Future Tracks ~Gathering for Unreleased Songs~ è un album dei Sex Machineguns pubblicato il 6 agosto del 2003 dalla Toshiba-EMI. Contiene demo e brani non pubblicati prima.

## Tracce
1. Kamenhuuhu-3.22
2. Orange Juice-5.06
3. Setsuna-3.19
4. Electricanma-Part1-5.02
5. Num-4.06
6. Recycle -P.V. Version-2.52
7. Rome-4.06
8. Hell Rider-4.40
9. Guard Man-4.44
10. Syuhuno saga-4.29
11. Omoideno kanzume-6.52
12. Operation Tiger (Demo)-6.09